# Lepechinella bieri
Lepechinella bieri är en kräftdjursart som beskrevs av J. L. Barnard 1957. Lepechinella bieri ingår i släktet Lepechinella och familjen Dexaminidae. Inga underarter finns listade i Catalogue of Life.